# Oncilla
Az oncilla (Leopardus tigrinus), vagy tigrismacska, a ragadozók (Carnivora) rendjébe, azon belül a macskafélék (Felidae) családjába tartozó faj.

## Előfordulása
Közép- és Dél-Amerikában honos.

## Alfajok
- Leopardus tigrinus tigrinus
- Leopardus tigrinus guttulus
- Leopardus tigrinus oncilla
- Leopardus tigrinus pardinoides

## Megjelenése
Az oncilla 40–50 cm, a farka 30–40 cm. Foltjai hasonlítanak az ocelotéra.

## Természetvédelmi helyzete
Manapság a tigrismacska gyakran kereszteződik a csíkos pampamacskával, ez a tényező is fenyegeti a faj sorsát azért, mert csökkenti a tisztavérű egyedek számát. A Természetvédelmi Világszövetség mindezek miatt a „sebezhető” kategóriába sorolja a fajt.